# Slipknot-diszkográfia
A Slipknot-diszkográfia tartalmaz hat stúdióalbumot, két koncertalbumot, öt DVD-t, egy demóalbumot, huszonhárom kislemezt, négy promóciós kislemezt, és huszonhat videóklipet.
A Slipknotot 1995-ben alapította Anders Colsefini énekes, Donald Steele és Quan Nong gitáros, Shawn Crahan dobos és Paul Gray basszusgitáros Meld néven. Crahan átkerült a perkás posztra, miután bevették Joey Jordison dobost a zenekarba. Quan Nong kilépését követően Josh Brainard lett a másik gitáros Donnie Steele mellett. A zenekar első fellépése december 4-én volt még az alapítás évében The Pale Ones néven. Jordison utána kitalálta, hogy Slipknotra kéne változtatni a zenekar nevét. A készülő dalok felvétele 1996 elején kezdődött el. A felvételek készítése közben Donnie Steele távozott az együttesből, mert mélyen vallásossá vált. Helyére Craig Jones került, aki nem sokkal később átkerült a sampler posztra, a gitáros pedig Mick Thomson lett. A Slipknot debütáló demólemeze, a Mate. Feed. Kill. Repeat. 1996. október 31-én jelent meg, Mick Thomson és Craig Jones közreműködése nélkül.
1997-ben új énekest találtak, a Stone Sourból már akkor ismert Corey Taylort, Anders perkás maradt és háttérénekes lett. Hamarosan viszont kilépett, helyére Greg Welts "Cuddles" került. 1998-ban új demó készült, a lemezlovas Sid Wilson új tag közreműködésével. Július 6-án Greg Welts tagot kirúgták, helyére Brandon Darner, majd Chris Fehn került. Július 8-án a zenekar aláírt egy szerződést a Roadrunner Records kiadóval.
Az új anyagot 1998. végén kezdték el készíteni, majd a téli időszakra hazamentek Des Moinesbe, ekkor Josh elhagyta a zenekart máig ismeretlen okok miatt. Helyére James Root gitárost tették, aki az első album mindössze két dal felvételén gitározott. A debütáló stúdiólemez, a Slipknot 1999. június 29-én jelent meg. Utána készítettek egy DVD-t Welcome To Our Neighborhood néven. A második album felvételei 2001 elején készültek el, az album végül augusztus 28-án jelent meg, Iowa néven. Az Iowa albumot követően kiadtak egy koncert-DVD-t, ami Disasterpieces névre hallgat.
A Disasterpieces kiadását követően a tagok eltértek a mellékprojektjeikhez, majd 2003 végén elkezdték a felvételkészítést az új albumnak, a producer Rick Rubin lett. A harmadik stúdióalbum, a Vol. 3 (The Subliminal Verses) 2004. május 24-én lett kiadva. 2005. november 1-jén egy koncertlemezt készítettek, 9.0 Live néven. 2006-ban és 2007 végéig megint visszatértek a tagok a mellékprojektekhez.
A negyedik stúdióalbum, az All Hope Is Gone 2008. augusztus 20-án lett kiadva. Egy válogatásalbum megjelent, Antennas to Hell néven 2012. július 23-án.

## Stúdióalbumok
| Cím                            | Kiadási dátum       | Kiadó              | Eladási eredmény |
| ------------------------------ | ------------------- | ------------------ | --- |
| Slipknot                       | 1999. június 29.    | Roadrunner Records | - RIAA: Dupla platina - ARIA: Platina - BPI: Platina - MC: Platina - NVPI: Aranylemez                                            |
| Iowa                           | 2001. augusztus 28. | Roadrunner Records | - RIAA: Platina - ARIA: Aranylemez - BPI: Aranylemez - MC: Platina - BVMI: Aranylemez                                            |
| Vol. 3 (The Subliminal Verses) | 2004. május 24.     | Roadrunner Records | - RIAA: Platina - ARIA: Platina - BPI: Aranylemez - BVMI: Aranylemez - MC: Platina - RIANZ: Aranylemez                           |
| All Hope Is Gone               | 2008. augusztus 20. | Roadrunner Records | - RIAA: Platina - ARIA: Aranylemez - BPI: Aranylemez - BVMI: Aranylemez - MC: Platina - IFPI AUT: Aranylemez - RIANZ: Aranylemez |
| .5: The Gray Chapter           | 2014. október 21.   | Roadrunner Records | - ARIA: Aranylemez - BPI: Ezüstlemez - MC: Aranylemez                                                                            |
| We Are Not Your Kind           | 2019. augusztus 9.  | Roadrunner Records | |

## Koncertalbumok
| Cím                               | Kiadási dátum     | Kiadó              | Eladási eredmény   |
| --------------------------------- | ----------------- | ------------------ | ------------------ |
| 9.0 Live                          | 2005. november 1. | Roadrunner Records | - RIAA: Aranylemez |
| Day of the Gusano: Live in Mexico | 2017. október 20. | Eagle Vision       |                    |

## Válogatásalbumok
| Cím              | Kiadási dátum    | Kiadó              |
| ---------------- | ---------------- | ------------------ |
| Antennas to Hell | 2012. július 23. | Roadrunner Records |

## Videoalbumok
| Cím                               | Kiadási dátum        | Kiadó              | Formátum          | Eladási eredmény                              |
| --------------------------------- | -------------------- | ------------------ | ----------------- | --------------------------------------------- |
| Welcome To Our Neighborhood       | 1999. november 9.    | Roadrunner Records | VHS, DVD          | - RIAA: Platina                               |
| Disasterpieces                    | 2002. november 25.   | Roadrunner Records | DVD               | - RIAA: Négyszeres platina - BVMI: Aranylemez |
| Voliminal: Inside The Nine        | 2006. december 5.    | Roadrunner Records | DVD               | - RIAA: Platina                               |
| (sic)nesses                       | 2010. szeptember 28. | Roadrunner Records | DVD               | - RIAA: Platina                               |
| Day of the Gusano: Live in Mexico | 2017. október 20.    | Eagle Vision       | DVD, Blu-ray disc |                                               |

## Kislemezek
| Név                | Kiadási év |
| ------------------ | ---------- |
| Wait and Bleed     | 1999       |
| Spit it Out        | 1999       |
| Left Behind        | 2001       |
| My Plague          | 2001       |
| Duality            | 2004       |
| Vermilion          | 2004       |
| Before I Forget    | 2005       |
| The Nameless       | 2005       |
| The Blister Exists | 2006       |
| All Hope Is Gone   | 2008       |
| Psychosocial       | 2008       |
| Dead Memories      | 2008       |
| Sulfur             | 2009       |
| Snuff              | 2009       |
| The Negative One   | 2014       |
| The Devil In I     | 2014       |
| Custer             | 2015       |
| Killpop            | 2015       |
| XIX                | 2015       |
| Goodbye            | 2016       |
| All Out Life       | 2018       |
| Unsainted          | 2019       |
| Solway Firth       | 2019       |

## Videóklipek
- Spit it Out
- Wait and Bleed (élő)
- Wait and Bleed
- Left Behind
- My Plague (New Abuse Mix)
- Duality
- Vermilion
- Vermilion Pt. 2
- Before I Forget
- The Nameless (élő)
- The Blister Exists (elő)
- Psychosocial
- Dead Memories
- Sulfur
- Snuff
- The Negative One
- The Devil In I
- Killpop
- XIX
- The Shape (élő)
- All Out Life
- Unsainted
- Solway Firth
- Nero Forte

## Egyéb albumok
- Mate. Feed. Kill. Repeat.

Kiadása: 1996. október 31.
Kiadó: saját kiadású

## Fordítás
Ez a szócikk részben vagy egészben a Slipknot discography című angol Wikipédia-szócikk ezen változatának fordításán alapul.  Az eredeti cikk szerkesztőit annak laptörténete sorolja fel. Ez a jelzés csupán a megfogalmazás eredetét és a szerzői jogokat jelzi, nem szolgál a cikkben szereplő információk forrásmegjelöléseként.